# Pétroglyphes d'Ulsan
Les pétroglyphes d'Ulsan sont des gravures rupestres situées au bord de la rivière Daegok, près d’Ulsan, à l’extrémité sud-est de la Corée du Sud. Depuis juillet 2025, ce site est inscrit sur la liste du patrimoine mondial de l'UNESCO. Il comprend deux groupes de pétroglyphes, ceux de Bangudae et ceux de Cheonjeon-ri.

## Les pétroglyphes de Bangudae, Daegok-ri
Bangudae : 35° 36′ 50″ N, 129° 10′ 28″ E

### Historique
Ce site de gravures rupestres fut découvert en 1971 par Moon Gyeongdae et Lee Jungbae, de l’université Dongguk. Il a été reconnu comme trésor national en 1995.

### Situation
Les pétroglyphes de Bangudae (coréen : 반구대 암각화) (6000 - 1000 av. J.-C.) sont situés dans le village de Daegok. Bangudae signifie « le rocher ressemblant à une tortue ». Les gravures se trouvent dans une zone montagneuse, isolée dans la forêt au bord de la rivière Daegok, un affluent du Taehwa. Ils sont gravés dans une roche sédimentaire et regroupés en trois panneaux principaux mesurant, en tout, 5 m de haut et long de 8 m. Un rocher protubérant les protège de la pluie. Les 300 gravures montrent des figures vives et dynamiques, et utilisent abondamment les lignes et les points. D’autres pétroglyphes semblables ont été trouvés à proximité sur le site de Cheonjeon-ni.

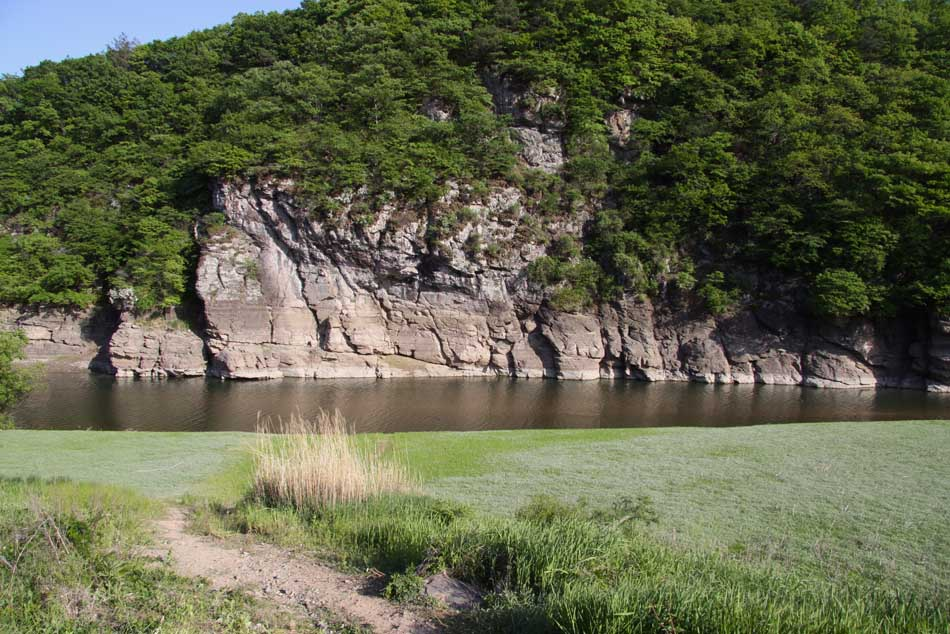
Le site de Bangudae.
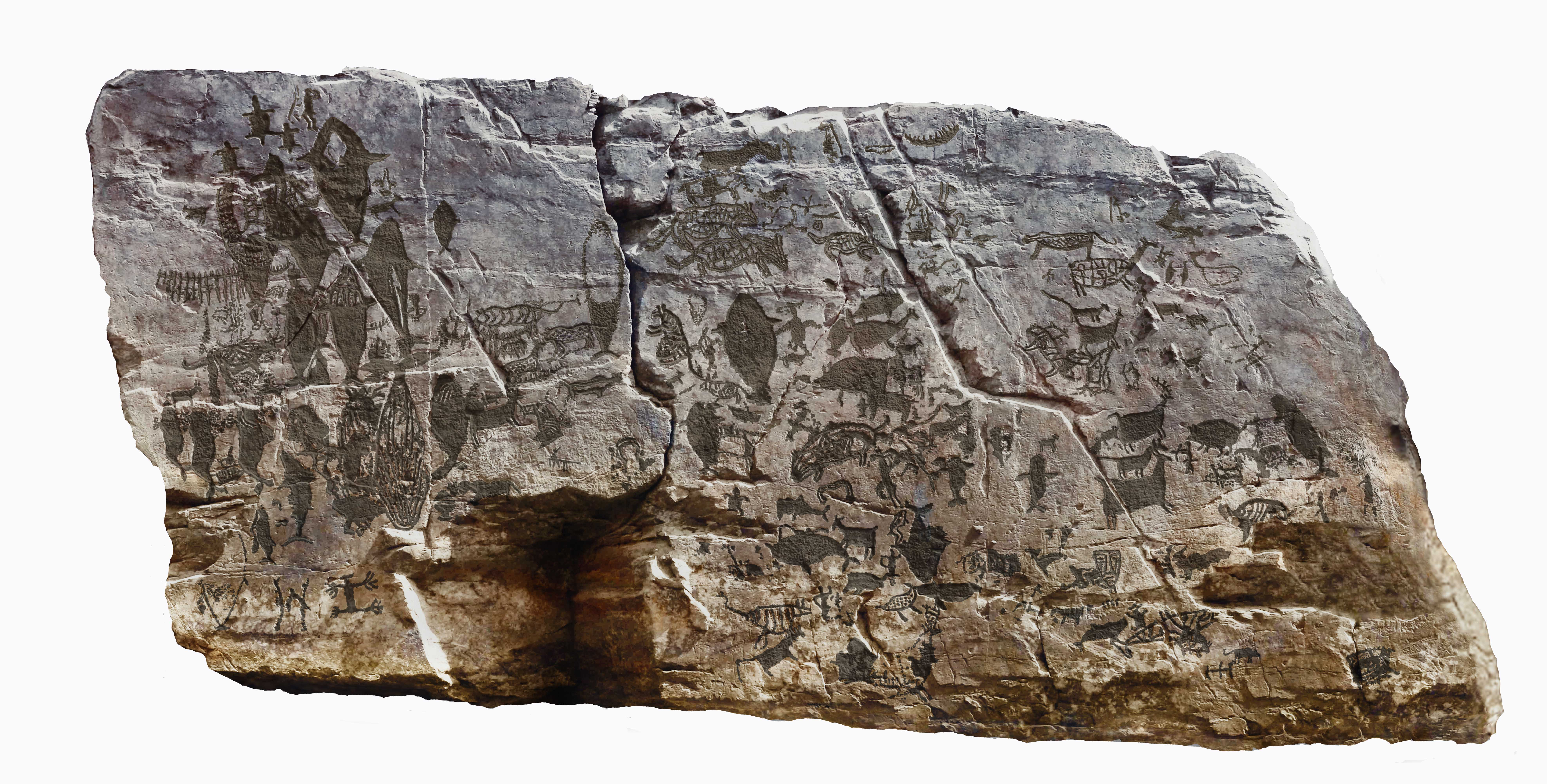
Les gravures de Bangudae.

Le site est localisé dans une vallée ravinée en amont de la rivière Taehwa qui coule du sud et rejoint la mer du Japon, dans la région d’Ulsan en Corée du Sud. Des gravures de milliers d’années sur cette falaise sont restées intactes grâce à la partie protubérante de la falaise, qui protégea les gravures de la pluie. L’équipe de découvreurs les a nommées « L’art rupestre de Bangudae » : le « Bangudae » est le nom d’un endroit pittoresque, situé près du site découvert et visité par de nombreux écrivains pour susciter leur inspiration poétique durant la période Joseon, la dernière des dynasties coréennes.

### Description
Les gravures des scènes de chasse aux cétacés en bateaux ont été bien détaillées, mais l’insuffisance des indices archéologiques empêchait la datation exacte dans les années 1970. Cependant, des préhistoriens ont persévéré pour pouvoir les dater. La plupart des trois cents gravures, obtenues par piquetage ou raclage sur la face plane du schiste, sont des animaux. Les différentes variétés d’animaux représentés sont : les animaux marins comme les cétacés comprenant la baleine franche du Pacifique-Nord, la baleine à bosse, la baleine grise, le cachalot, les tortues marines, les pinnipèdes, les poissons comme le saumon, les oiseaux marins, et les animaux terrestres comme les cerfs élaphes, les chevreuils, les tigres, les léopards, les loups, les renards et les sangliers. Cette abondance d’association d’animaux terrestres et marins dans une seule paroi verticale mesurant 5 m de haut sur 8 m de long, témoigne de la valeur unique de ce site.
La plupart des personnes gravées sont nues et sont représentées de profil, chassant à l’arc, ou les bras levés, soufflant dans un bâton qui semble être un instrument de musique. En outre, la représentation des animaux est suffisamment détaillée pour que l’on puisse distinguer l’espèce et l’éthologie des animaux d’un simple coup d’œil. Parmi les figures d’animaux, les cétacés sont les plus nombreux. Ils se trouvent dans la partie gauche de la paroi et les animaux terrestres comme les cerfs sont regroupés dans la partie droite. Cette distinction entre la mer et la terre est influencée par la position naturelle de la falaise car le flux de la rivière devant ce site coule vers la gauche et rejoint la mer ; le côté opposé se trouve dans une zone montagneuse.
Des baleines nageant en banc, vues de dessus, sont représentées très vives, avec des scènes présentant une baleine portant son petit sur son dos, des baleines sautant hors de l’eau et découvrant leur ventre, et des scènes panoramiques montrant la respiration des cétacés de profil. Par ailleurs, des baleines à l’envers, représentées horizontalement, semblent être mortes. Quant aux données ethnographiques, les motifs de traits horizontaux et verticaux ressemblent fortement aux lignes de découpage des cétacés utilisées par les indigènes d'Amérique du Nord. Les trois tortues placées au-dessus des bancs de cétacés les guident. La tortue est souvent considérée comme un lien entre le monde aquatique et le monde terrestre. Des poissons qui se trouvent en bas de la paroi ont une tête bien détaillée, avec un corps couvert de nombreuses cupules, dans une scène de saut des poissons. Près des baleines, un oiseau proche du cormoran vole à tire-d’aile, avec un poisson dans son bec. Les animaux forestiers sont principalement représentés de profil, ce qui marque efficacement la description ethnologique des quatre pattes.
Les gravures des outils, ainsi que des bateaux, des flotteurs, des harpons, des filets, des barrages, des arcs, sont porteuses d’informations témoignant de la vie à l'époque de réalisation des gravures, comme dans une scène de chasse à la baleine, ou de chasse au tigre avec des filets. Par analogie, une trace de filet, découverte dans un amas coquillier de Dongsam-dong à Busan, région qui se situe près des pétroglyphes de Bangudae, montre l’utilisation de filet au Néolithique, qui fut employé non seulement pour la chasse à la baleine mais aussi pour la chasse aux animaux terrestres. Des gravures de pièges à poissons y sont également représentées.
L’art rupestre de Bangudae a une valeur archéologique exceptionnelle, par ses scènes de chasse à la baleine illustrées sans ambiguïté. Dans des bateaux curvilignes, des groupes de 17, 7 ou 5 personnes sont embarqués. Certains bateaux sont figurés avec des cétacés et des flotteurs, avec la représentation d’un harpon gravée sur une baleine. Ces scènes constituent la plus ancienne représentation de chasse à la baleine connue au monde, d'après des études récentes qui ont permis d'estimer la date de réalisation du site de Bangudae. Les résultats de plusieurs analyses des restes fauniques et de baleines relevés dans des amas coquiller du sud-est de la Corée témoignent de leur existence vers 5000 à 1500 av. J.-C. En outre, un bateau en bois découvert en 2005 dans un amas coquillier de Bibongri à Changnyeong, et un os de baleine percé par un harpon découvert dans un amas coquillier de Hwangseongdong à Ulsan en 2010, sont des témoins évidents d'une chasse à la baleine au début du Néolithique, le résultat des analyses fixe une chronologie entre 6000 et 1000 av. J.-C.

### Conservation
Lors de leur découverte, les pétroglyphes de Bangudae étaient déjà immergés dans un lac du barrage. Les ressources hydriques créées par ce barrage au profit des activités industrielles de la région d’Ulsan représentant une valeur économique importante, les pétroglyphes de Bangudae ne bénéficiaient alors d’aucune mesure de protection depuis les 40 dernières années. À la suite de leur déclaration en 1995 comme trésors nationaux, des discussions se sont ouvertes en 2000, lors d'un Symposium international sur les Sciences commémorant le 30e anniversaire de la découverte des pétroglyphes en Corée. Le sentiment de la nécessité de leur préservation a commencé alors à être largement partagé, accentué notamment par de nombreuses médiatisations, montrant des exemples de préservation de pétroglyphes dans d’autres pays, et leur valeur en tant que patrimoine culturel. En particulier, l’exemple du patrimoine de Foz Côa au Portugal et les messages des scientifiques européens sollicitant leur préservation ont profondément touché les Coréens. En 2003, une étude scientifique a été menée afin de trouver des mesures de préservation adaptées. Trois solutions ont été proposées : la baisse du niveau d’eau du barrage, la déviation de la voie d’eau, ou l'installation de murs hydro-bloquants devant le site. Mais les avis étaient contradictoires entre le Service des ressources hydrauliques, le Bureau du patrimoine et le gouvernement régional, les discussions ont duré plusieurs années sans trouver d’issue.
La méthode consistant à baisser le niveau d’eau du barrage a été fortement mise en avant, mais elle causait une perte de ressources hydrauliques non négligeable. En 2009, l’affaire a pris une nouvelle dimension, avec l’engagement du Premier ministre devant le Parlement, à la suite d'une plainte des conseillers régionaux : de préserver ce patrimoine en l’inscrivant sur la Liste du Patrimoine mondial de l’UNESCO. Dans la même année, une méthode de préservation pour qu’ils ne soient pas immergés a été définitivement adoptée et le site a été inscrit sur la liste indicative du Patrimoine mondial de l’UNESCO. Les « pétroglyphes le long de la rivière Bangucheon », comprenant les 2 sites de Daegok-ri et Cheonjeon-ri, sont inscrits sur la liste du patrimoine mondial en 2025.

## Les pétroglyphes de Cheonjeon-ri
Cheonjeon-ri : 35° 36′ 53″ N, 129° 10′ 25″ E
Les pétroglyphes de Cheonjeon-ri (coréen : 천전리 각석) ont été gravés sur une longue période, entre la fin du Néolithique et la période de Silla. Ces gravures ont la particularité de se chevaucher. Sur une surface de 2,8 m sur 9,7 m, elles représentent essentiellement des animaux terrestres, en particulier des cerfs élaphes. Les gravures du milieu de l’Âge du bronze comprennent beaucoup de formes géométriques (losanges, spirales, etc.) ce qui est très rare pour la péninsule coréenne mais rappelle plutôt des motifs découverts en Sibérie et dans le nord de la Chine. 
Les gravures de l’Âge du fer ont été réalisées avec des outils très acérés, les lignes sont trop fines pour être discernées facilement. Ces images datant probablement du Ve ou VIe siècle montrent des personnages sur des bateaux ou à cheval en procession, portant le costume de l’époque du royaume de Silla. Les dernières inscriptions concernent les hwarangs, la jeunesse aristocratique de Silla qui s’entraînait à cet endroit. Elles donnent le nom des personnages, leur programme d’entraînement ainsi que des informations sur la famille royale. Ce site a été classé en 1973 comme Trésor national no 147.